# Садамото Йошіюкі
Йошіюкі Садамото (яп. 貞本 義行, нар. 29 січня 1962) — японський дизайнер персонажів, манґака, один із співзасновників аніме-студії Gainax. До того як компанія отримала своє офіційне найменування (спершу вона називалася «Daicon Film») працював аніматором над вступною заставкою для конвенту «Daicon IV». Як дизайнер персонажів, його першою роботою у Gainax стало аніме «Royal Space Force: The Wings of Honneamise», що вийшло в 1987 році. Він також працював аніматором над «Gunbuster» та «Fushigi no Umi no Nadia», і повернувся до своєї основної спеціальності починаючи з першої серії аніме «Diebuster» (також відомого як «Gunbuster 2» чи «Top wo Nerae! 2»). Він став автором дизайну персонажів найбільш відомого серіалу студії Gainax — «Євангеліон», а також автором його манга-адаптації (котра стала першою повнорозмірною мангою Садамото).
Окрім праці над «Євангеліоном» Садамото створив образи персонажів для «Nadia», «FLCL», «.hack//Sign», «Diebuster» та «The Girl Who Leapt Through Time». Його перший артбук має заголовок «Alpha» і являє собою колекцію ілюстрацій зроблених Садамото до «Євангеліона» (в тому числі для «Nadia» та «The Wings of Honneamise»).
У 2003 Viz Media опублікували збірку його робіт під назвою «Der Mond» (нім. «Місяць»). Інші праці Садамото увійшли до артбуків «Die Sterne» (нім. «Зорі») та «Groundwork of FLCL» (англ. «Эскізи для Фурі-Курі»).
Садамото автор однотомної манґи «Route 20» (аніме-проект був відмінений), а також 2-х коротких манґ (oneshot-ів) під назвами «Dirty Work» та «System of Romance».
Садамото створив художнє оформлення альбому «Pilgrim» Еріка Клептона.

## Список робіт

### Манґа
- «Comic Gunbuster», 1989 року. Оригінальний дизайн персонажів.
- «Route 20», 1991–1992 роки. Сюжет, художник.
- «Neon Genesis Evangelion», 1995~ . Сюжет, художник.
- «Toki wo Kakeru Shoujo -Tokikake-», адаптація «The Girl Who Leapt Through Time», 2006 рік. Оригінальний дизайн персонажів.

- «Dirty Work» (однотомна, сумісно з Мако Такаха)
- «System of Romance» (однотомна, сумісно з Мако Такаха)

### Аніме
- «Daicon films», ролики для конвента, 1981 та 1983 роки. Анімація.
- «Tenshi no Tamago», фільм 1985 року. Керівний аніматор.
- «Murasaki Shikibu Genji Monogatari» (англ. «Murasaki Shikibu's Tale of Genji») фільм 1987 року. Керівний аніматор.
- «Wings of Honneamise», фільм 1987 року. Дизайн персонажів, режисер анімації.
- «F», TV-адаптація манги, 1988 року. Керівний аніматор.
- «Gunbuster» («Diebuster»), OVA 1988 року. Дизайн анімації персонажів.
  - «Gunbuster 2», OVA 2004 рік. Дизайн персонажів, режисер анімації (1-ша серія).
    - «Gunbuster vs Diebuster Aim for the Top! The GATTAI!!», фільм 2006 року. Оригінальний дизайн персонажів із «Diebuster».
- «Fushigi no Umi no Nadia», TV-серіал 1989 року. Дизайн персонажів.
  - «Nadia of the Mysterious Seas», фільм 1990 року. Дизайн персонажів.
- «R20 — Ginga Kūkō» (англ. «Route 20 - Galactic Airport»), 3-х хвилинний короткометражний фільм, 1991 рік. Режисер, сценарій, анімація, дизайн персонажів.
- «Neon Genesis Evangelion» («Євангеліон»), TV-серіал 1995 року. Дизайн персонажів.
  - «Neon Genesis Evangelion: Death & Rebirth», фільм 1997 року. Дизайн персонажів, художній директор.
    - «Neon Genesis Evangelion: The End of Evangelion», фільм 1997 року. Дизайн персонажів, художній директор, координатор.

  - «Evangelion: 1.0 You Are (Not) Alone», фільм 2007 року. Дизайн персонажів, керівний аніматор.
    - «Evangelion: 2.0 You Can (Not) Advance», фільм, ~2009 року. Оригінальний дизайн персонажів.
      - «Evangelion: 3.0 You Can (Not) Redo», фільм, ~2012 року. Оригінальний дизайн персонажів.
- «FLCL» («Фурі-Курі»), OVA 2000 року. Оригінальний дизайн персонажів, візуальна концепція.
- «.hack//SIGN», TV-серіал 2002 року. Оригінальна концепція, оригінальний дизайн персонажів, дизайн персонажів, підбір саундтреку.
  - «.Hack//Liminality», OVA 2002 року. Режисер дизайну персонажів, підбір саундтреку.
    - «.Hack//Unison», OVA 2003 року. Оригінальний дизайн персонажів.
    - «.Hack//Legend Of The Twilight», TV-серіал 2003 року. Оригінальний дизайн персонажів (ескізи).

  - «.Hack//Roots», TV-серіал 2006 року. Оригінальний дизайн персонажів.
  - «.Hack//G.U. Trilogy», фільм 2008 року. Контроль дизайну.
- «The Melody of Oblivion», TV-серіал 2004 року. Концепція механізмів (концепт «Iber Machine»).
- «The Girl Who Leapt Through Time» («Дівчинка, яка стрибала крізь час»), фільм 2006 року. Дизайн персонажів.
- «Gurren Lagann», TV-серіал 2007 року. Керівний аніматор (27-ма серія).
- «Summer Wars», фільм, ~2009 року. Дизайн персонажів.

### Художні фільми
- «Cutie Honey», 2004 року. Дизайн персонажів.
- «Neon Genesis Evangelion», пре-продакшн. Оригінальний дизайн костюмів.

### Ігри
- «Chrono Cross», 1999 року. Дизайн персонажів.